# بيرينيه (مترو باريس)
بيرينيه (بالفرنسية: Pyrénées)‏ هي محطة مترو تابعة لمترو باريس تقع في فرنسا في الدائرة التاسعة عشرة في باريس.